# Nguyễn Văn Thuận (tướng công an)
Nguyễn Văn Thuận (sinh ngày 8 tháng 12 năm 1965) là một tướng lĩnh của lực lượng Công an nhân dân Việt Nam, hàm Thiếu tướng. Ông nguyên là Giám đốc Công an thành phố Cần Thơ (2018-2025) và Đại biểu Quốc hội Việt Nam khóa 15.

## Tiểu sử
Nguyễn Văn Thuận sinh ngày 8 tháng 12 năm 1965 tại xã Hòa Mỹ, huyện Phụng Hiệp, tỉnh Hậu Giang. Ngày 23 tháng 4 năm 1990, ông được kết nạp vào Đảng Cộng sản Việt Nam. Từ tháng 10 năm 1988, ông trải qua nhiều chức vụ như Phó Đội trưởng Đội Chống buôn lậu, hàng cấm, Phó Đội trưởng Đội Trinh sát án kinh tế, công nghiệp và giao thông vận tải, Đội trưởng Đội Điều tra án kinh tế ngoài quốc doanh, Phó Trưởng phòng, Phó Thủ trưởng Cơ quan Cảnh sát điều tra của Phòng Cảnh sát kinh tế, Công an tỉnh Cần Thơ. Tháng 6 năm 2006, ông được thăng chức là Trưởng phòng Cảnh sát kinh tế; Phó Thủ trưởng Cơ quan Cảnh sát điều tra của Công an thành phố Cần Thơ.
Đến tháng 7 năm 2012, ông được điều làm Trưởng Công an quận Ninh Kiều, Thủ trưởng Cơ quan Cảnh sát điều tra Công an quận Ninh Kiều. Chưa đầy một năm sau, ông được thăng chức làm Phó Giám đốc Công an thành phố Cần Thơ. Từ ngày 1 tháng 10 năm 2018, Giám đốc Công an thành phố Cần Thơ là Đại tá Trần Ngọc Hạnh nghỉ hưu. Nguyễn Văn Thuận được Bộ trưởng Bộ Công an Tô Lâm bổ nhiệm thay thế vào ngày 26 cùng tháng. Năm 2016, ông được bầu làm Đại biểu Hội đồng nhân dân thành phố Cần Thơ nhiệm kỳ 2016 – 2021. Cũng trong năm này, ông đã chỉ đạo Công an thành phố Cần Thơ phá được một đường dây lô đề lớn trong địa bàn thành phố với 15 địa điểm tổ chức ghi số đề, thu giữ 600 triệu đồng tiền mặt và 21 điện thoại di động các loại.
Năm 2019, Đại tá Nguyễn Văn Thuận được thăng quân hàm Thiếu tướng Công an nhân dân Việt Nam. Ngày 10 tháng 6 năm 2021, ông chính thức trúng cử Đại biểu Quốc hội Việt Nam khóa 15 với tỷ lệ phiếu hợp lệ là 81,02%.

## Lịch sử thụ phong quân hàm
| Năm thụ phong |        | 2019        |
| ------------- | ------ | ----------- |
| Quân hàm      |        |             |
| Cấp bậc       | Đại tá | Thiếu tướng |